# Église Sainte-Juste de L'Aquila
Pour les articles homonymes, voir Santa Giusta.
L'église Sainte-Juste (italien : chiesa di Santa Giusta) est un édifice religieux catholique situé en Italie, dans la commune de L'Aquila (Abruzzes, province de L'Aquila), en Italie.

## Histoire et description
L’église est située dans le centre historique, au cœur du quartier de San Giorgio, non loin de la Piazza del Duomo et donnant sur la place du même nom. Située dans l’un des points les plus importants et les plus fréquentés de l’Aquila entre les XIIIe et XVe siècles, elle a été entourée par de nombreuses constructions architecturales comme le Palais Dragonetti, le Palais Alfieri et, enfin, le Palais Centi, 
Il s'agit du point culminant de l’architecture civile de l’Aquila et de la plus haute expression du baroque urbain.